# 李文傳
李文傳（1959年8月3日—），兄弟象隊球員，台灣棒球選手，守備位置為外野手。因其投球、接補、打擊、守備皆能勝任，故有萬能球員之稱。

## 經歷
- 嘉義市垂楊國小少棒隊
- 嘉義市南興國中青少棒隊
- 新竹縣山崎高工青棒隊
- 台北體專棒球隊
- 中國石油棒球隊
- 兄弟飯店棒球隊
- 中華職棒兄弟象隊（1990年－1997年）
- 台灣大聯盟嘉南勇士隊教練（1998年－2000年）
- 嘉義市民生國中青少棒隊教練
- 嘉義市嘉義高工青棒隊教練
- 嘉義市嘉義高中青棒隊總教練

## 外部連結
- 李文傳在中華職棒
- 李文傳在Baseball-Reference.com（小聯盟以及海外聯盟）（英语）
- 李文傳在台灣棒球維基館上的頁面（繁體中文）